# 丰隆集团
丰隆集团（Hong Leong Group）是一家马来西亚綜合企業集团，由郭令燦和郭芳楓创办于1963年。掌控丰隆银行、國浩集團等13家上市公司，业务涉及金融、制造、分销、地产及基础设施发展。在马来西亚、新加坡、香港、欧洲等地上市。

## 历史
丰隆集团由郭芳枫于1941年在新加坡创立。当时他在姐夫的五金店工作十年，积蓄了7000美元作为创业资金。
最初公司设在碧街一栋红色二层店屋内，经营船务和橡胶园所需的绳索、油漆等物资。为了扩大业务，郭芳枫邀请三位兄弟加入，并将公司65%的股份分给他们，自己保留35%。
1950至1960年代，集团响应新加坡工业化政策，与日本的小野田水泥及三井物产合资成立新加坡水泥制造公司，进军制造业。
同时，集团开始购地、发展消费金融，并扩展至马来西亚市场，设立大石水泥公司及丰隆马来西亚分部，涉足房地产及银行业。